# Шахова, Ксения Алексеевна
Ксения Алексеевна Шахова (16 июля 1997, Череповец, Вологодская область) — российская футболистка, полузащитница клуба «Звезда-2005».

## Биография
Начала заниматься мини-футболом в родном городе, выступала за команду «Атланта» (Череповец), позднее переключилась на большой футбол. Первый тренер — Владимир Голубинский.
На взрослом уровне дебютировала в высшей лиге России в 2016 году в составе клуба «Рязань-ВДВ», приняла участие в 14 матчах, забила два гола и стала бронзовым призёром чемпионата. В 2017 году перешла в московский ЦСКА, однако там не смогла стать игроком основы и за два года сыграла только 8 матчей. В составе армейского клуба стала обладательницей Кубка России 2017 года. В начале 2019 года на правах аренды перешла в «Енисей», в следующем сезоне также играла за красноярский клуб. В 2021 году выступала за «Рязань-ВДВ», по окончании сезона перешла в клуб «Звезда-2005» (Пермь).
Выступала за юношескую и молодёжную сборную России. В составе студенческой сборной становилась бронзовым призёром Универсиады 2017 и 2019 годов.